# SummerSlam (2018)
SummerSlam (2018) foi um evento de luta livre profissional produzido pela WWE e transmitido em formato pay-per-view e pelo WWE Network, que ocorreu em 19 de agosto de 2018 no Barclays Center, no Brooklyn, bairro da cidade de Nova Iorque, e que contou com a participação dos lutadores do Raw e do SmackDown. Este foi o trigésimo primeiro evento da cronologia do SummerSlam e o nono pay-per-view de 2018 no calendário da WWE.
O card conteve treze lutas, incluindo três no pré-show. No evento principal, Roman Reigns derrotou Brock Lesnar para conquistar o Campeonato Universal. Na penúltima luta, Ronda Rousey derrotou Alexa Bliss para conquistar o Campeonato Feminino do Raw, tornando-se a primeira mulher a ganhar um campeonato feminino em ambos UFC e WWE. Nas lutas preliminares, The Miz derrotou Daniel Bryan, Samoa Joe derrotou o campeão da WWE AJ Styles por desqualificação e Seth Rollins derrotou Dolph Ziggler para reconquistar o Campeonato Intercontinental.

## Antes do evento
SummerSlam teve combates de luta profissional de diferentes lutadores com rivalidades e histórias pré-determinadas, que se desenvolveram no Raw e SmackDown Live — programas de televisão da WWE, tal como no programa transmitido pelo WWE Network – 205 Live. Os lutadores interpretaram um vilão ou um mocinho seguindo uma série de eventos para gerar tensão, culminando em várias lutas.

### Raw
Após reter seu título contra Nia Jax no Extreme Rules em uma luta Extreme Rules, a campeã feminina do Raw, Alexa Bliss, disse que havia derrotado todas a lutadoras do plantel do Raw. Ronda Rousey, a quem Bliss atacou no Money in the Bank custando-lhe uma luta pelo título e que estava suspensa, veio do público e atacou Bliss e Mickie James. O gerente geral no Raw, Kurt Angle, apareceu então e disse que como Rousey havia quebrado sua suspensão, ela seria suspensa novamente por uma semana. Angle então programou Bliss para defender seu título contra Rousey no SummerSlam desde que Rousey não quebrasse sua suspensão novamente.
No Extreme Rules, Kurt Angle disse que se o campeão universal, Brock Lesnar, não aparecesse no Raw ou não concordasse com os termos de quando ele iria defender o título, ele seria despojado do título. Na noite seguinte no Raw, o advogado de Lesnar, Paul Heyman, interrompeu Angle, que iria tirar o título de Lesnar e declarou que Lesnar iria defender o título no SummerSlam. Bobby Lashley, Drew McIntyre, Seth Rollins, Elias, Finn Bálor e Roman Reigns todos defenderam seus casos sobre o porquê mereciam enfrentar Lesnar. Em resposta, Angle programou duas lutas triple threat para aquela noite, com os vencedores se enfrentando na semana seguinte para determinar quem enfrentaria Lesnar no SummerSlam. Reigns venceu a primeira luta triple threat após derrotar Bálor e McIntyre, enquanto Lashley venceu a segunda após derrotar Elias e Rollins, estabelecendo assim, um combate entre Reigns e Lashley para a semana seguinte e, efetivando uma revanche do Extreme Rules, na qual Reigns venceu para enfrentar Lesnar pelo Campeonato Universal no SummerSlam. Lesnar e Heyman ainda iriam fingir um rompimento antes de emboscarem Reigns, no último Raw antes do SummerSlam.
No Extreme Rules, Kevin Owens derrotou Braun Strowman em uma luta em uma jaula de aço após Strowman jogar Owens do topo da jaula na mesa dos comentaristas. No episódio de 23 de julho do Raw, Owens jurou tirar tudo de Strowman. Uma revanche foi marcada para o SummerSlam com a estipulação de que se Owens vencesse, mesmo por desqualificação ou contagem, ele iria conquistar o contrato Money in the Bank de Strowman.
No Extreme Rules, Dolph Ziggler derrotou Seth Rollins em uma luta Iron Man de 30 minutos por 5–4 em uma morte súbita para reter o Campeonato Intercontinental, graças a interferência de Drew McIntyre. No episódio de 23 de julho do Raw, Rollins e Finn Bálor derrotaram Ziggler e McIntyre. Uma revanche entre Ziggler e Rollins pelo título foi marcada para o SummerSlam. Durante a assinatura de contrato no episódio de 3 agosto do Raw, Dean Ambrose retornou de lesão, confirmando que ele estaria no córner de Rollins no SummerSlam.
No Extreme Rules, Finn Bálor derrotou Baron Corbin. Poucas semanas depois, uma revanche entre os dois foi marcada, com Corbin derrotando Bálor. Na semana seguinte, outro combate entre os dois foi marcado para o SummerSlam.
Em 13 de agosto de 2018 no episódio do Raw, The B-Team (Bo Dallas e Curtis Axel) defendeu o Campeonato de Duplas do Raw em uma luta triple threat contra Matt Hardy e Bray Wyatt e The Revival (Dash Wilder e Scott Dawson), onde The B-Team venceram após o The Revival aplicar um Shatter Machine em Wyatt, apenas para Axel jogar Dawson para fora do ringue e realizar o pin em Wyatt para a vitória. Foi anunciado mais tarde que The B-Team iria defender o Campeonato de Duplas do Raw contra The Revival no pré-show do SummerSlam.

### SmackDown
No Extreme Rules, AJ Styles reteve o Campeonato da WWE contra Rusev. No episódio de 24 de julho do SmackDown, a gerente geral do SmackDown, Paige estava prestes a anunciar o oponente de Styles para o SummerSlam com um contrato aberto, mas foi interrompido por James Ellsworth. Como Paige foi distraída por Ellsworth (que foi também demitido por Paige), Samoa Joe atacou Styles com um Coquina Clutch. Joe então assinou o contrato para fazer a luta com Styles pelo título oficial para o SummerSlam.
Em 21 de julho, Paige anunciou um torneio que determinaria os desafiantes número um ao Campeonato de Duplas do SmackDown e que garantiria a equipe vencedora uma luta pelo título contra os campeões The Bludgeon Brothers (Harper e Rowan) no SummerSlam. The New Day com Big E e Xavier Woods e Cesaro e Sheamus avançaram para a final após derrotarem Sanity (Alexander Wolfe e Killian Dain) e The Usos (Jey e Jimmy Uso), respectivamente. Big E e Kofi Kingston representando o New Day, derrotaram Cesaro e Sheamus na final e conquistaram o direito de enfrentar The Bludgeon Brothers pelo título no SummerSlam.
No episódio de 24 de julho do SmackDown, Becky Lynch derrotou a campeã feminina do SmackDown, Carmella em uma luta sem o título em jogo para ganhar uma oportunidade de enfrentar a última pelo título no SummerSlam. Na semana seguinte, Charlotte Flair retornou e salvou Lynch de um ataque de Carmella. Paige então programou Carmella para enfrentar Flair com a estipulação de que se Flair vencesse, ela seria adicionada a luta. Flair venceu o combate, tornando a luta uma luta triple threat.
No Extreme Rules, Shinsuke Nakamura derrotou Jeff Hardy para capturar o Campeonato dos Estados Unidos depois de acertar o mesmo com um low blow antes do início do combate. Uma revanche entre os dois foi marcada para o SmackDown seguinte, com Hardy vencendo por desqualificação após ser atacado por Randy Orton. Em 3 de agosto, uma nova luta entre os dois foi marcada para o SummerSlam.
Em 23 de fevereiro de 2010, a WWE estreou um novo programa de televisão chamado NXT (que mais tarde se tornou o território de desenvolvimento da WWE), com a equipe criativa selecionando para o programa empregados do território de desenvolvimento Florida Championship Wrestling (FCW), chamados de rookies, que contavam com a ajuda de seus mentores, os pros, com o objetivo de se tornarem a "próxima estrela da WWE". Na primeira temporada do show, The Miz serviu como o WWE Pro do Rookie Daniel Bryan. Ao longo da temporada, Miz constantemente repreendia Bryan, alegando que ele não era material da WWE e expressando seu descontentamento em Bryan ser seu Rookie. O sentimento era mútuo, já que Bryan fazia regularmente comentários sobre o show aludindo ao fato de que ele estava lutando mais do que Miz, e que ele (Bryan) deveria ser o Pro e Miz deveria ser o Rookie. A medida que a temporada progrediu, Bryan foi eliminado do show por pedido indireto, depois de dizer que ele não acreditava que ele merecia vencer a competição (devido a uma série de derrotas consecutivas que resultaram na sua eliminação). No episódio seguinte do NXT após sua eliminação, ele retornou para um show apenas para fazer sua despedida final em um segmento de entrevista no ringue. Miz interrompeu o segmento e novamente repreendeu Bryan, o que resultou em Bryan atacando Miz como frustração e sendo escoltado para fora da arena. Seis anos depois, em 24 de agosto de 2016 no episódio do Talking Smack, Bryan (então gerente geral do SmackDown) entrou em uma briga verbal com Miz, que consistiu em Bryan criticando a habilidade de wrestling de Miz e chamando-o de covarde no ringue por seu estilo de luta. Miz então respondeu falando sobre as várias lesões sofridas por Bryan ao longo de sua carreira na WWE, e repreendeu Bryan por não manter sua palavra para recuperar o Campeonato Intercontinental depois de ter de abdicá-lo após a WrestleMania 31 (devido a uma lesão). Miz então chamou Bryan de covarde por não retornar à competição em ringue e entrar em seu papel de mestre. Deste ponto em diante, Bryan e Miz teriam interações esporádicas por mais de um ano. Em 20 de março de 2018, após outra lesão que ameaçava sua carreira, Bryan foi oficialmente liberado para retornar ao ringue pelos médicos, e retomou sua rivalidade com Miz, com as interações esporádicas passando para os dois trocando palavras regularmente. Isso continuou até 31 de julho no episódio do SmackDown, onde Bryan desafiou Miz para um combate no SummerSlam. Miz inicialmente recusou a luta, afirmando que ele sempre esteve acima de Bryan voltando ao NXT em 2010, e recomendou a Bryan que retornasse ao circuito independente uma vez que seu contrato com a WWE expirava em 1 de setembro. Porém, na semana seguinte, Miz aceitou o desafio de Bryan para o SummerSlam depois de negociações entre os agentes de Miz e a gerente geral do SmackDown, Paige, tornando a luta oficial.
No episódio de 24 de julho do SmackDown, Andrade "Cien" Almas derrotou Rusev. Na semana seguinte, Zelina Vega derrotou Lana. Uma revanche entre Vega e Lana foi marcada para a semana seguinte, com Vega vencendo novamente. Em 11 de agosto, uma luta de duplas mistas entre Rusev e Lana e Almas e Vega foi marcada para o pré-show do SummerSlam.

### 205 Live
No episódio de 24 de julho do 205 Live, Drew Gulak derrotou Mustafa Ali, Hideo Itami e TJP em uma luta fatal 4-way para ganhar o direito de desafiar Cedric Alexander pelo Campeonato de Pesos-Médios. Em 30 de julho, a luta entre Alexander e Gulak pelo título foi marcada para o SummerSlam.

## Evento
| Papel:                      | Nome:                                         |
| --------------------------- | --------------------------------------------- |
| Comentaristas               | Michael Cole (Lutas do Raw)                   |
| Comentaristas               | Corey Graves (Lutas do Raw e SmackDown)       |
| Comentaristas               | Jonathan Coachman (Lutas do Raw)              |
| Comentaristas               | Tom Phillips (Lutas do SmackDown)             |
| Comentaristas               | Byron Saxton (Lutas do SmackDown)             |
| Comentaristas               | Carlos Cabrera (espanhol)                     |
| Comentaristas               | Marcelo Rodríguez (espanhol)                  |
| Comentaristas               | Jerry Soto                                    |
| Comentaristas               | Carsten Schaefer (alemão)                     |
| Comentaristas               | Calvin Knie (alemão)                          |
| Anunciadores                | Greg Hamilton (Lutas do 205 Live / SmackDown) |
| Anunciadores                | JoJo (Lutas do Raw)                           |
| Árbitros                    | Danilo Anfibio                                |
| Árbitros                    | Jason Ayers                                   |
| Árbitros                    | Mike Chioda                                   |
| Árbitros                    | John Cone                                     |
| Árbitros                    | Dan Engler                                    |
| Árbitros                    | Darrick Moore                                 |
| Árbitros                    | Chad Patton                                   |
| Árbitros                    | Charles Robinson                              |
| Árbitros                    | Rod Zapata                                    |
| Repórteres                  | Renee Young                                   |
| Repórteres                  | Charly Caruso                                 |
| Painel do pré-show          | Renee Young                                   |
| Painel do pré-show          | Booker T                                      |
| Painel do pré-show          | Sam Roberts                                   |
| Painel do pré-show          | David Otunga                                  |
| Painel do pré-show          | Jerry Lawler                                  |
| Correspondentes do pré-show | Peter Rosenberg                               |
| Correspondentes do pré-show | John "Bradshaw" Layfield                      |

### Pré-show
Três combates ocorreram no pré-show. Na primeira luta, Andrade "Cien" Almas e Zelina Vega enfrentaram Rusev e Lana. No final, Vega fez o pin em Lana com um roll-up usando as cordas do ringue para vencer o combate. 
Seguidamente, Cedric Alexander defendeu o Campeonato dos Pesos-Médios contra Drew Gulak. No final do combate, Alexander fez o pin em Gulak com um roll-up para vencer a luta e manter o título. 
Após isso, The B-Team (Bo Dallas e Curtis Axel) defendeu o Campeonato de Duplas do Raw contra The Revival (Scott Dawson e Dash Wilder). No final da luta, como Dawson tentou o pin em Axel com um small package, Dallas caiu em Axel, revertendo o small package e fazendo Axel realizar o pin em Dawson para vencer o combate e manter o título.

### Lutas preliminares
O pay-per-view abriu com Dolph Ziggler, acompanhado por Drew McIntyre, defendendo o Campeonato Intercontinental contra Seth Rollins, acompanhado por Dean Ambrose. McIntyre jogou Ambrose nos degraus de aço, distraindo Rollins e permitindo Ziggler aplicar um Zig-Zag em Rollins sem sucesso. No final da luta, como McIntyre tentou interferir, Ambrose aplicou um Dirty Deeds no mesmo. Rollins aplicou um superkick e o The Stomp em Ziggler para conquistar o título pela segunda vez. 
Seguidamente, The Bludgeon Brothers (Harper e Rowan) defendeu o Campeonato de Duplas do SmackDown contra The New Day (Big E e Xavier Woods), acompanhados por Kofi Kingston. A luta acabou quando Rowan atingiu Woods e Big E com uma marreta, fazendo o New Day vencer por desqualificação, porém, com os Bludgeon Brothers retendo o título. 
Após isso, Braun Strowman defendeu seu contrato do Money in the Bank contra Kevin Owens, com a estipulação de que Strowman poderia perder o contrato por qualquer meio. No final da luta, Strowman aplicou um chokeslam em Owens nos degraus de aço. Strowman então rolou Owens de volta para o ringue e aplicou um Running Powerslam em Owens para manter o contrato. 
Na quarta luta, Carmella defendeu o Campeonato Feminino do SmackDown contra Charlotte Flair e Becky Lynch. No final do combate, Lynch aplicou o Dis-Arm-Her em Carmella apenas para Flair aplicar um Natural Selection em Lynch para conquistar o título pela segunda vez. Após a luta, Lynch atacou Flair, se tornando vilã no processo. 
Em seguida, AJ Styles defendeu o Campeonato da WWE contra Samoa Joe. No clímax, enquanto Joe continuava a insultar a esposa e o filho de Styles, que estavam no público, um irado Styles jogou Joe nas barricadas. Styles atacou um segurança e atacou Joe com uma cadeira, causando uma desqualificação e fazendo Joe vencer o combate, porém, com Styles retendo o título. 
Seguidamente, foi apresentado um segmento com Elias, que prometeu um concerto. Quando Elias estava prestes a tocar guitarra, a guitarra quebrou. O segmento terminou com Elias descartando as peças da guitarra e depois saindo para os bastidores.
Em seguida, Daniel Bryan enfrentou The Miz, acompanhado Maryse. No final da luta, Maryse entregou a Miz um soco-inglês. Quando Bryan tentou um suicide dive, Miz atingiu Bryan com o objeto e o jogou de volta para Maryse. Depois disso, Miz rolou Bryan de volta no ringue e fez o pin no mesmo para vencer o combate.
Após isso, "The Demon" Finn Bálor enfrentou Baron Corbin. Bálor aplicou um clothesline em Corbin, o jogando sobre a terceira corda do ringue. Bálor aplicou um Slingblade seguido de um dropkick em Corbin. No final do combate, Bálor aplicou um Coupe De Grace em Corbin para vencer a luta.
Mais tarde, Shinsuke Nakamura defendeu o Campeonato dos Estados Unidos contra Jeff Hardy. No final do combate, Nakamura aplicou um Kinshasa em Hardy para reter o título. Após o combate, Randy Orton apareceu, mas saiu imediatamente depois.
Na penúltima luta, Alexa Bliss defendeu o Campeonato Feminino do Raw contra Ronda Rousey. Rousey dominou a luta inteira, enquanto Bliss quase não a atacou. No final do combate, Rousey forçou Bliss a desistir em um armbar para conquistar o título. Após a luta, Rousey celebrou com Natalya e The Bella Twins (Nikki Bella e Brie Bella).

### Evento principal
No evento principal, Brock Lesnar defendeu o Campeonato Universal contra Roman Reigns. Antes do início do combate, Braun Strowman apareceu e anunciou que iria descontar o contrato do Money in the Bank no vencedor e permaneceria do lado de fora do ringue. Reigns realizou três Superman Punches e três spears em Lesnar. Lesnar aplicou um guillotine choke, com Reigns revertendo em um spinebuster. Lesnar tirou as luvas e executou dois German Suplexes em Reigns. Como Reigns tentou um spear, Lesnar desviou, resultando em Reigns acidentalmente realizando um suicide dive em Strowman. Lesnar executou um F5 em Strowman, e atacou Strowman com a pasta e jogou a pasta para longe da rampa de entrada. Lesnar então atingiu Strowman com uma cadeira. No final da luta, quando Lesnar entrou no ringue, e estava focado em Strowman caído do lado de fora do ringue, Reigns aplicou um quarto Spear em Lesnar para conquistar o título. Strowman não fez o cash-in, já que ele foi atacado por Lesnar.

## Resultados
| Nº                                          | Resultados | Estipulações | Tempo |
| ------------------------------------------- | --- | --- | ----- |
| Pré- show                                   | Andrade "Cien" Almas e Zelina Vega derrotaram Rusev e Lana                                                                     | Luta de duplas mistas | 7:00  |
| Pré- show                                   | Cedric Alexander (c) derrotou Drew Gulak                                                                                       | Luta individual pelo Campeonato dos Pesos-Médios da WWE; Gentleman Jack Gallagher e The Brian Kendrick foram banidos do lado de fora do ringue | 10:15 |
| Pré- show                                   | The B-Team (Bo Dallas e Curtis Axel) (c) derrotou The Revival (Dash Wilder e Scott Dawson)                                     | Luta de duplas pelo Campeonato de Duplas do Raw                                                                                                | 6:15  |
| 1                                           | Seth Rollins (com Dean Ambrose) derrotou Dolph Ziggler (com Drew McIntyre) (c)                                                 | Luta individual pelo Campeonato Intercontinental da WWE                                                                                        | 22:00 |
| 2                                           | The New Day (Big E e Xavier Woods) (com Kofi Kingston) derrotou The Bludgeon Brothers (Harper e Rowan) (c) por desqualificação | Luta de duplas pelo Campeonato de Duplas do SmackDown                                                                                          | 9:45  |
| 3                                           | Braun Strowman derrotou Kevin Owens                                                                                            | Luta individual pelo contrato Money in the Bank de Strowman; Se Strowman perdesse por qualquer meio, Owens ganharia o contrato                 | 1:50  |
| 4                                           | Charlotte Flair derrotou Carmella (c) e Becky Lynch                                                                            | Luta triple threat pelo Campeonato Feminino do SmackDown                                                                                       | 15:15 |
| 5                                           | Samoa Joe derrotou AJ Styles (c) por desqualificação                                                                           | Luta individual pelo Campeonato da WWE | 22:45 |
| 6                                           | The Miz derrotou Daniel Bryan                                                                                                  | Luta individual | 23:30 |
| 7                                           | Finn Bálor derrotou Baron Corbin                                                                                               | Luta individual | 1:35  |
| 8                                           | Shinsuke Nakamura (c) derrotou Jeff Hardy                                                                                      | Luta individual pelo Campeonato dos Estados Unidos da WWE                                                                                      | 11:00 |
| 9                                           | Ronda Rousey derrotou Alexa Bliss (c) por submissão                                                                            | Luta individual pelo Campeonato Feminino do Raw                                                                                                | 4:00  |
| 10                                          | Roman Reigns derrotou Brock Lesnar (c) (com Paul Heyman)                                                                       | Luta individual pelo Campeonato Universal da WWE                                                                                               | 6:10  |
| (c) – Refere-se aos campeões antes da luta. | | |       |

### Torneio peloSmackDownTag Team Championship
|  | Semifinais SmackDown Live (24/7, 31/7)  | Semifinais SmackDown Live (24/7, 31/7)  | Semifinais SmackDown Live (24/7, 31/7) |                  |                                     | Final SmackDown Live (7/8)          | Final SmackDown Live (7/8) | Final SmackDown Live (7/8) |  |
|  |                                         |                                         |                                        |                  |                                     |                                     |                            |                            |  |
|  | Sanity (Alexander Wolfe e Killian Dain) | Sanity (Alexander Wolfe e Killian Dain) | 7:55                                   |                  |                                     |                                     |                            |                            |  |
|  | Sanity (Alexander Wolfe e Killian Dain) | Sanity (Alexander Wolfe e Killian Dain) | 7:55                                   |                  |                                     |                                     |                            |                            |  |
|  | The New Day (Big E e Xavier Woods)      | The New Day (Big E e Xavier Woods)      | Pin                                    |                  |                                     |                                     |                            |                            |  |
|  | The New Day (Big E e Xavier Woods)      | The New Day (Big E e Xavier Woods)      | Pin                                    |                  | The New Day (Big E e Kofi Kingston) | The New Day (Big E e Kofi Kingston) | Pin                        |                            |  |
|  |                                         |                                         |                                        |                  | The New Day (Big E e Kofi Kingston) | The New Day (Big E e Kofi Kingston) | Pin                        |                            |  |
|  |                                         |                                         | Cesaro e Sheamus                       | Cesaro e Sheamus | 21:32                               |                                     |                            |                            |  |
|  | Cesaro e Sheamus                        | Cesaro e Sheamus                        | Cesaro e Sheamus                       | Cesaro e Sheamus | 21:32                               | Pin                                 |                            |                            |  |
|  | Cesaro e Sheamus                        | Cesaro e Sheamus                        |                                        |                  |                                     |                                     |                            |                            |  |
|  | The Usos (Jey e Jimmy Uso)              | The Usos (Jey e Jimmy Uso)              | 13:55                                  |                  |                                     |                                     |                            |                            |  |